# Anglo-španjolski pomorski rat (1654. – 1659.)
Anglo-španjolski pomorski rat (1654. – 1659.), posle uspješno završenog prvog anglo-nizozemskog pomorskog rata, Engleska koja je osigurala, proširila i učvrstila svoj udio u svjetskoj pomorskoj trgovini, ušla je u rat sa Španjolskom s ciljem direktnog napada na njezine kolonije. 

## Pohodi dviju engleskih eskadri

### Eskadra Blake
U ljeto 1654. opremljene su dvije eskadre. Prva, od 25 brodova, upućena je krajem rujna iste godine u Sredozemno more pod zapovjedništvom admirala Roberta Blakea. On je prisilio papu Aleksandra VII. i velikog vojvodu od Toskane da plate odštetu zbog pomaganja engleskog princa Ruperta i Nizozemaca u prvom anglo-nizozemskom ratu. Kako je tuniski dej odbio osigurati sigurnost engleskih brodova i građana od tuniskih gusara, Blake je 9. travnja 1655. uplovio s 15 brodova u dobro utvrđenu luku Porto Farina (Rhār al-Melah), usidrio se ispred bitnica i uništio ih nakon četvorosatne topničke borbe. Engleske naoružane barkase prodrle su u unutrašnju luku i spalile 9 tuniskih ratnih brodova. Početkom lipnja Blake je stigao pred Calais i otpočeo blokadu luke i španjolske obale radi hvatanja Srebrna flota, ali se u rujnu povukao. Blokada španjolske obale nastavljena je sredinom ožujka 1656. U rujnu iste godine Blakeova eskadra je presrela i nakon žestoke bitke zarobila i potopila Srebrnu flotu koja se vraćala iz Meksika u domovinu. Drugi dio flote je Blake uništio 20. travnja 1657. u luci Santa Cruz de Tenerife. 

### Eskadra Penn
Drugu eskadru od 18 ratnih i 20 transportnih brodova s 3,000 vojnika poveo je admiral William Penn u Zapadnu Indiju. Oslanjajući se na otok Barbados i prikupivši pojačanja s engleskih posjeda na Karibima, Englezi su se u travnju 1655. iskrcali 7,000 vojnika na Hispaniolu (La Española). Španjolci su pobijedili iskrcane jedinice, pa su se one povukle na svoje brodove i otplovile prema Jamajci gdje su od 10. do 17. svibnja osvojile slabo branjeni otok. 

## Kraj rata i njegove poljedice
Potpisivanjem dvaju sporazuma u Madridu (1667. i 1670.), Španjolska je Engleskoj prepustila Jamajku, Kajmanske otoke te neke posjede u Europi. Uz to engleski su brodovi mogli bez prepreka ploviti po Karipskom moru i prvi put se nisu smatrali kao mogući gusari.